# Acanthodrilidae
Acanthodrilidae ist der Name einer Familie von Wenigborstern in der Ordnung der Crassiclitellata (Regenwürmer im weiteren Sinne), die in Nordamerika, Südamerika, Afrika, Asien und Ozeanien verbreitet sind.

## Merkmale
Die Acanthodrilidae haben einen zylindrischen Körper mit dorsalen Poren. An jedem Segment sitzen 4 Paar, seltener 5 oder 6 Paar oder ausnahmsweise auch zahlreiche Borsten.
Der Oesophagus bildet meist 1 bis 3 Kaumägen, während es im Mitteldarm keine Kaumägen gibt. Der Darmkanal besitzt auch Kalkdrüsen. Das geschlossene Blutgefäßsystem der Acanthodrilidae weist im Vorderteil des Körpers oft neben dem Rückengefäß ein ähnlich gebautes supra-oesophageales Gefäß auf. Die großen Nephridien sind wohl entwickelt.
Das Clitellum der Zwitter ist ring- oder sattelförmig und nimmt zwischen dem 12. und dem 18. Segment 6 bis 7 Segmente ein. Eine Tubercula pubertatis fehlt, doch sind Genitalpapillen oder auch Porophoren generell vorhanden. Das Paar der männlichen Geschlechtsöffnungen sitzt im 18. Segment am hinteren Rand oder innerhalb des Clitellums. Die röhrenförmigen Prostatae haben einen zentralen Kanal und führen in 1 oder 2 Paar Ausgängen im 17. und/oder 19. Segment nach außen. Manchmal können am 17. oder 19. Segment auch die männlichen Geschlechtsöffnungen gleichzeitig mit nur einem Paar Prostata-Ausgänge sitzen; ausnahmsweise können sich letztere auch noch weiter hinten befinden. Die Receptacula seminis besitzen meist Blindsäcke (sind also diverticulat).

## Verbreitung, Lebensraum und Lebensweise
Die Acanthodrilidae sind, je nach Art, in Nordamerika, Südamerika, Afrika südlich der Sahara, Südostasien, Australasien und den Inseln Ozeaniens verbreitet. Sie sind wie andere Crassiclitellaten Bodenbewohner des Landes, leben seltener auch in Böden des Süßwassers und ausnahmsweise auch an Stränden und Meeresküsten. Als Substratfresser verdauen sie die organischen Bestandteile des verschluckten Substrats.

## Gattungen
Die Familie Acanthodrilidae hat über 20 Gattungen. Es folgt eine Liste der Gattungen mit einigen Beispielfundorten:
- Acanthodrilus Perrier, 187 (Neukaledonien, Australien, Neuseeland, Mexiko, Kuba, Guatemala, Chile, Südargentinien, Süd- und Südwestafrika, Madagaskar)
- Arctiostrotus McKey-Fender, 1982
- Argilophilus Eisen, 1893
- Balanteodrilus Pickford, 1938 (Mittelamerika, in Yucatán)
- Conicodrilus Benham, 1945
- Decachaetus K. Lee, 1959 (Neuseeland)
- Deinodrilus Beddard, 1888
- Deltania Eisen, 1893
- Dichogaster Beddard, 1888 (unter Einschluss von Dichogaster (Diplothecodrilus) Csuzdi, 1996)
- Dinodriloides Benham, 1904 (Neuseeland)
- Dinodrilus Michaelsen, 1900
- Diplocardia Garman, 1888 (USA, Mexikom)
- Diplotrema Spencer, 1900 (Australien (Queensland), Neukaledonien)
- Dudichiodrilus Csuzdi, 1995
- Eodriloides Zicsi, 1998
- Eodrilus Michaelsen, 1907 (Fundorte wie bei Acanthodrilus)
- Geodrilus Ude, 1893
- Graffia Csuzdi & Zicsi, 1991
- Hoplochaetina Michaelsen, 1926
- Lavellodrilus Fragoso, 1988
- Leptodrilus Benham, 1909 (Auckland und Campbell Islands)
- Leucodrilus K. Lee, 1952
- Loksaia Csuzdi, 1996
- Maoridrilus Michaelsen, 1899 (Neuseeland)
- Microdrilus Beddard, 1893
- Microscolex Rosa, 1887
- Neochaeta K. Lee, 1959
- Neodrilus Beddard, 1887 (Neuseeland)
- Notiodrilus Michaelsen, 1899
- Parachilota Pickford, 1937 (Südafrika)
- Perieodrilus Michaelsen, 1910 (Neuseeland)
- Plagiochaeta Benham, 1892 (Neuseeland)
- Plutellus Perrier, 1873 (Indien und Ceylon, Australien, Tasmanien, Neukaledonien, Auklandinseln, Nordamerika)
- Rhododrilus Beddard, 1889 (Neuseeland und zugehörige Inseln, Australien)
- Sylvodrilus K. Lee, 1959 (Neuseeland)
- Udeina Michaelsen, 1910 (Lokale Gebiete in Südafrika)
- Yagansia Michaelsen, 1899 Südliches Südamerika (Anden) und südliche Inseln.
- Zapotecia Eisen, 1900 (Mexiko, Haiti)